# Gory Bliznecy
Gory Bliznecy är ett berg i Antarktis. Det ligger i Östantarktis. Australien gör anspråk på området. Toppen på Gory Bliznecy är 1 526 meter över havet, eller 158 meter över den omgivande terrängen. Bredden vid basen är 6,0 km.
Terrängen runt Gory Bliznecy är platt åt sydväst, men åt nordost är den kuperad. Trakten är obefolkad. Det finns inga samhällen i närheten.